# Fagered
Fagered is een plaats in de gemeente Falkenberg in het landschap Halland en de provincie Hallands län in Zweden. De plaats heeft 120 inwoners (2000) en een oppervlakte van 34 hectare.